# Gorica
Gorica (italijansko Gorizia [go'riʦːja], nemško Görz, furlansko Gurize, vzhodnofurlansko Guriza; v Novi Gorici je pogovorno znana kot stara Gorica) je obmejno mesto. Razvila se je pod gričem na levem bregu Soče, blizu izliva potoka Koren. Po podatkih iz leta 2022 ima občina nekaj več kot 33.000 prebivalcev; 2007 jih je bilo še 36.000. Mesto leži v Italiji ob meji s Slovenijo (Novo Gorico oziroma Solkanom na severovzhodu in Šempetrom pri Gorici na jugovzhodu). Je mesto v deželi Furlanija - Julijska krajina. Je četrto največje naselje te dežele. V mestu in okoliških naseljih (npr. južnem obmestnem naselju Štandrež) živi avtohtona slovenska narodna manjšina.
V Gorici je sedež goriške nadškofije in metropolije. Do leta 2017 je bila Gorica glavno mesto Goriške pokrajine, danes pa je sedež Enote deželne decentralizacije Gorica. Skupaj z okoliškimi naselji na obeh straneh meje goriška aglomeracija sestavlja sklenjeno urbano celoto - čezmejno konurbacijo z okoli 70.000 prebivalci.

## Etimologija
Italijansko ime Gorizia izhaja iz slovenskega samostalnika gorica, ki pomeni »majhna gora« ali »grič«, na katerem raste vinska trta. Toponim »Gorica« se v pisnih virih prvič zasledi leta 1001, v listini, ki jo je izdal cesar Oton III., ko je oglejskemu patriarhu podelil polovico vasi Solkan in Gorice:
[...] Medietatem predii Solikano et Gorza nuncupatum. [...]— Oton III., Darovalna listina Solkanskega gradu in vile »Gorza«

## Podnebje
Gorica ima prehodno submediteransko podnebje z veliko sonca, s povprečno milimi in vlažnimi zimami in vročimi poletji. Poletno vročino nemalokrat osvežijo padavine. Na klimatske razmere delno vplivata tudi kraško podnebje in bližina morja. Hribi mesto varujejo pred mrzlimi vetrovi, zato je podnebje primerno tudi za gojenje vinske trte.

## Zgodovina

### Nastanek urbane naselbine
Gorica je nastala sprva kot utrdba ali prazgodovinski grad, s katerega so nadzirali prehode čez reko Sočo. Naselje je zraslo nedaleč od nekdanje rimske ceste Via Gemina, ki je povezovala Akvilejo in Emono.
Naselbina se kot villa quae Sclavorum lingua vocatur Goriza v srednjeveških pisnih virih prvič omenja leta 1001, v listini cesarja Otona III. V 11. in 12. stoletju je naselje pridobivalo pomen in postalo zgodnje urbano naselje s centralnim pomenom za širšo regijo. Po kraju se je že 1100 in 1102 poznejši koroški vojvoda Henrik Spanheimski poimenoval goriški, od srede 12. stoletja pa ime naselja prevzamejo pomembni Goriški grofje. Novejše raziskave nakazujejo, da se je kraj preoblikoval v trško naselbino, še preden je Majnhard II. Goriški 24. junija 1210 izdal listino, s katero je Gorici podelil pravico do tedenskega sejma.

### Habsburško obdobje
Ko je leta 1500 rodbina Goriških grofov izumrla, so oblastniki v grofiji postali avstrijski Habsburžani, po krajši zasedbi Beneške republike med letoma 1508 in 1509. Pod habsburško oblastjo se je mesto razširilo ob vznožju gradu. V tem obdobju so se v mesto selili naseljenci iz severne Italije in razvila se je živahna trgovina. Gorica je postala večetnično mesto, v katerem so govorili furlanščino, nemščino, slovenščino ter beneško narečje.
Sredi 16. stoletja je Gorica postala središče protestantske reformacije, ki se je širila iz sosednjih severovzhodnih vojvodin Kranjske in Koroške. Mestu je obiskal tudi vidni slovenski protestantski pridigar Primož Trubar. Do konca stoletja pa je na Goriškem zaživela katoliška protireformacija, ki jo je vodil tamkajšnji dekan Janez Tavčar, ki je pozneje postal ljubljanski škof. Tavčar je bil zaslužen tudi za to, da je v mesto pripeljal jezuite, ki so nato imeli pomembno vlogo v izobraževalnem in kulturnem življenju.

## Spomeniki in zanimivosti

### Verska arhitektura

#### Stolnica svetega Hilarija in Tacijana
Ključna goriška cerkvena stavba stoji v strnjenem jedru pod gradom.

#### Cerkev svetega Ignacija Lojolskega
Največja, baročna dvostolpna cerkev v Gorici, ob trgu Travnik.

#### Metodistična evangeličanska cerkev
Edina nekatoliška krščanska cerkev v Gorici.

#### Goriška sinagoga
Stoji na severni strani mesta in je središče nekdanje judovske skupnosti.

### Trgi

#### Trg Evrope
Trg državna meja razpolavlja med Italijo in Slovenijo. Po drugi svetovni vojni so v sredini postavili zeleno kovinsko ograjo, ki so jo deloma odstranili leta 2004 in popolnoma leta 2022.

#### Travnik
Glavni mestni trg pod gričem je bil nekoč velik travnik, zato ga še danes Slovenci tako imenujejo. V italijanščini se je imenoval Veliki trg (Piazza Grande), po prvi svetovni vojni pa so spremenili ime v politično navdahnjen Trg Zmage (Piazza della Vittoria).
Demografija
Po podatkih ISTATA iz 1. januarja 2021 je tedaj v Gorici živelo 3.720 prebivalcev s tujim državljanstvom:
1. Slovenija - 664
2. Kosovo - 437
3. Bosna in Hercegovina - 336
4. Romunija - 293
5. Kitajska - 203
6. Maroko - 200
7. Severna Makedonija - 172
8. Srbija - 151
9. Hrvaška - 142
10. Ukrajina - 129

### Večjezičnost
Gorica je večjezično mesto, kjer se stikajo različne kulture. Prevladujoči jeziki so bili furlanščina, nemščina in slovenščina. Italijanščina je začela prevladovati v 17. stoletju, saj je bila skupaj z latinščino jezik izobraževanja v jezuitskih šolah. V 18. stoletju je bila nemščina spet najbolj govorjeni jezik v mestu. V času francoske zasedbe (1809–13) je bila najbolj razširjen jezik italijanščina, po vrnitvi Avstriji je ponovno prevladala nemščina.
V 60. letih 19. stoletja se je ozaveščenost/pomembnost večjezičnosti povečala. Manjši del goriškega meščanstva je uporabljal italijanščino kot jezik vsakdanjega pogovora in kulture. Italijanščina je tako postala sredstvo za širjenje nacionalističnih teženj, ki so bile v sosednji Kraljevini Italiji že močno prisotne. Statistika iz leta 1869 kaže, da je bilo takrat v Gorici 10.000 govorcev furlanščine, 3.500 govorcev slovenščine, 1.800 govorcev nemščine in 1.000 govorcev italijanščine.
Leta 1900 je 4.754 Goričanov govorilo slovensko, leta 1910 se je število povečalo na 10.790 govorcev, kar je predstavljalo 40 % prebivalstva. 45 % prebivalstva je govorilo italijansko in furlansko in 9 % prebivalstva nemško. Zgodovinarka Liliana Ferrari v Gorizia ottocentesca, fallimento del progetto della Nizza austriaca navaja, da vzrok za povečanje govorcev slovenščine niso migracije, temveč to, da so se tisti, ki so se do tedaj v družini pogovarjali slovensko in na delu v italijanščini, izrekli za Slovence.
Priključitev Gorice h Kraljevini Italiji po prvi svetovni vojni je imela za posledico postopno zmanjšanje rabe slovenščine, zlasti v 20. letih 20. stoletja, ko je oblast prevzela Fašistična stranka in prepovedala ter preganjala vsakršno rabo slovenskega jezika. Po drugi svetovni vojni je nemščina na tem območju počasi izginila. V Gorici uporabljajo različne jezike: italijanščino, slovenščino in furlanščino ter regionalna narečja.

### Mestne četrti in predeli
1. Rojce (Campagnuzza)
2. Ločnik (Lucinico)
3. Pevma - Štmaver - Oslavje (Piuma-San Mauro-Oslavia)
  1. Gasa (Dosso del Bosniaco)
  2. Gropajšče (Località Groppai)
  3. Soline
  4. Hudičeva luknja (Località Busa dal Diau)
4. Podgora (Piedimonte del Calvario)
5. Stražce (Straccis)
6. Svetogorska četrt - Placuta (Montesanto-Piazzutta)
7. Mestno središče (Centro cittadino)
  1. Grad (Castello)
8. Štandrež (Sant'Andrea)
  1. Rumitišče/Jeremitišče (Case dell'Eremita)
  2. Puhlice
9. Podturn - Sveta Ana (San Rocco-Sant'Anna)
10. Cerje (Madonnina del Fante)

- Gradiščuta (Gradiscutta)
- Grojna (Groina/Vallone dell'Acqua)

## Slovenci v Gorici

### Kulturne in verske ustanove
Slovenska narodna manjšina ima v Gorici svoj Kulturni dom Gorica (od 1981), Katoliški dom – Kulturni center Lojze Bratuž (od 1962; nova zgradba kulturnega centra 1996), pastoralno središče (personalno župnijo) ter več drugih kulturnih društev in ustanov, mdr. mešani pevski zbor Lojze Bratuž.

### Izobraževanje v slovenskem jeziku
V nekdanji goriški pokrajini je z Zaščitnim zakonom za Slovence v Italiji (Zakon 38/2001) slovenščina postala zaščitena kot jezik avtohtone slovenske narodne manjšine. Otroci lahko vse obvezno šolanje, ki v Italiji traja 10 let, opravijo v slovenskem jeziku na slovenskih šolah.
Na območju nekdanje goriške pokrajine deluje 6 slovenskih vrtcev, 7 osnovnih šol, 1 nižja srednja šola (Ivan Trinko) in 5 višjih srednjih šol. Višje srednje šole so združene v skupni stavbi v Puccinijevi ulici, kjer lahko učenci izbirajo med tremi gimnazijami (klasični licej Primoža Trubarja, znanstveni in humanistični licej Simona Gregorčiča) in tremi tehniškimi zavodi (informatiko na Juriju Vegi, ekonomsko ter turistično smer na Žigi Zoisu).
- Osnovne šole na Goriškem:
  - Občina Gorica:
    - Oton Župančič v Gorici
    - Fran Erjavec v Štandrežu
    - Josip Abram v Pevmi

  - Občina Števerjan:
    - Alojz Gradnik v Števerjanu

  - Občina Sovodnje ob Soči:
    - Peter Butkovič v Sovodnjah ob Soči

  - Občina Doberdob:
    - Prežihov Voranc v Doberdobu

  - Občina Krmin:
    - Ludvik Zorzut v Bračanu
- Nižje srednje šole na Goriškem:
  - Občina Gorica:
    - Ivan Trinko v Gorici

  - Občina Gorica:
    - Višji sredji izobraževalni center:

- Licejski pol Gregorčič Trubar

- Tehniški pol Cankar Vega Zois

## Kultura

### Evropska prestolnica kulture 2025
Gorica, skupaj z Novo Gorico, je bila 18. decembra 2020 proglašena za nosilko naziva »Evropska prestolnica kulture« v letu 2025.

### Visoko izobraževanje
- Goriška podružnica Univerze v Trstu na Alvianovi ulici.
- Goriški podružnici Univerze v Vidmu in Univerze v Novi Gorici.

### Mediji

#### Tisk
Izdaje dnevnikov v Gorici:
- Messaggero Veneto - Giornale del Friuli
- Il Piccolo
- Primorski dnevnik

Časopisi in revije:
- Borc San Roc
- Iniziativa Isontina
- Isonzo Soča
- Novi glas
- Studi Goriziani
- Voce Isontina

#### Televizija
- Canale 6 - TVM
- Telemare

##### Uredništva v Gorici:
- Rai Friuli-Venezia Giulia
- Telefriuli
- Telequattro

### Hrana
Zaradi sobivanja različnih kultur so v kuhinji vidni vplivi nemške, italijanske, slovenske, furlanske in balkanske kulinarike. Tipične goriške jedi so: krudegini (it. cotechino) in kislo zelje, golaž ter zeliščna frtalja (it. frittata). Najbolj tipična sladica je pečena gubanca, gubanica (tudi gubana), primorsko pecivo iz maslenega nevzhajanega testa. Pomembna prireditev, ki poteka od leta 2003 in se je v zadnjih letih zelo razširila, je sejem Okusi ob meji (Gusti di frontiera), kjer obiskovalci lahko pokusijo mednarodne dobrote.

### Prireditve
- Amideieva nagrada (Premio Sergio Amidei) julija meseca, prireditev za najboljši filmski scenarij
- filmforum / Convegno Internazionale di Studi sul Cinema e MAGIS Gorizia International Film Studies Spring School
- Evropsko tekmovanje klasične kitare Enrica Mercatalija (Concorso Europeo di Chitarra Classica "Enrico Mercatali") maja meseca
- èStoria maja meseca, festival internazionale della storia
- Musica Cortese, glasbeni mednarodni festival
- Mednarodni festival folklore in parada (Festival mondiale del Folklore e parata) avgusta meseca

- Mittelmoda - The fashion award septembra meseca, mednarodno tekmovanje za mlade stiliste, od leta 1993
- Mednarodno tekmovanje v violini »Lipizerjeva nagrada« (Concorso Internazionale di Violino "Premio Rodolfo Lipizer") septembra meseca
- Okusi ob meji (Gusti di frontiera) konec septembra, mednarodni festival kuhinje
- Vegetarijanski festival (Festival Vegetariano) julija meseca, vsedržavni festival vegetarijanstva
- Vinum Loci oktobra meseca, razstava in recenzija antičnih ter avtohtonih vin

## Uprava
Med letoma 2017 in 2020 je bila Gorica središče Medobčinske zveze Brda-Zgornje Posočje (UTI Collio - Alto Isonzo)

### Župani in politika
Od rojstva Italijanske republike leta 1946, večina goriških županov je pripadala političnem področju desne sredine in nekaj izjem pa levi sredini. Prvi župan republiške dobe je bil Giovanni Stecchina, predstavnik Italijanske republikanske stranke; stranka, ki po letu 1946 se je premaknila iz levice na levo sredino. Po Stecchini je sledilo sedem županov Krščanske demokracije, tedanja največja in najvplivnejša italijanska stranka. Po letu 1994 župani so bili izvoljeni neposredno s strani občanov; prvi je bil Gaetano Valenti, predstavnik Berlusconijeve stranke Naprej Italija, dvakrat izvoljen.

### Pobratenja
- Celovec, od 1965[8]
- Grosseto, od 1981[8]
- Sassari, od 1983[8]
- Lienz, od 1997[8]
- Venlo[navedi vir]
- Kielce[navedi vir]
- Zalaegerszeg[navedi vir]

### Sodelovanje
- Innichen/San Candido[8]

## Znani Goričani
- Frančišek Borgia Sedej (1854-1931) slovenski rimskokatoliški duhovnik, goriški škof in nadškof
- Edvard Rusjan (1886-1911) slovenski letalski konstruktor, pilot in pionir letalstva
- Josip (Pepi) Rusjan (1884-1953) slovenski letalski konstruktor in pionir letalstva
- Lojze Bratuž (1902-1937) slovenski zborovodja in skladatelj
- Boris Cijan (1909-1993) slovenski aeronavtični inženir, vojaški lovski testni pilot, inštruktor letenja, ustanovitelj akademske jadralne skupine v Letalskem centru Maribor.
- Ljubka Šorli (1910-1993) slovenska pesnica in učiteljica
- Damjana Bratuž (1927-2025) slovenska pianistka, glasbena pedagoginja in univerzitetna profesorica
- Bogdana Bratuž (1934-2021) slovenska gledališka igralka
- Lojzka Bratuž (1934-2019) slovenska literarna zgodovinarka, jezikoslovka in univerzitetna profesorica, kulturna delavka v zamejskem prostoru na Goriškem